# ハスイモ
ハスイモ（蓮芋、学名：Leucocasia gigantea）は、サトイモ科サトイモ属の常緑性多年草である。サトイモの近縁種で、分類上は別種であるが、栽培上はサトイモの同類として扱われる。塊根は小さくて食用にならないが、長い葉柄の芋茎、茎長80センチメートル (cm) が食用になる。

## 概要
東南アジアを中心に分布し、日本では葉柄専用種として栽培されている。草丈は3メートル (m)、全草（葉色・茎色）は淡緑で、花は白色（白い仏炎苞に覆われた白い肉穂花序）、冬から初夏が旬である。ジャワ島では、果実が調味料として使われることがある。乾燥させると数か月から数年の貯蔵に耐えて備荒食糧に適するほか、性具としても用いられる。

## 日本
高知県と徳島県の農林産物で、沖縄県（琉球）から導入されたためリュウキュウとも呼ばれる。高知県西部や愛媛県南予地方の一部では「ツイモ」とも呼ばれる。食用としてはスポンジ状となっている茎の部分の皮を剥き、水に少しさらして灰汁抜きし薄く塩を振って水気を絞り、酢の物、サラダ、味噌和え、刺身のつま、煮しめ、味噌汁などで食する。高知では炒め物を「リュウキュウ寿司」として食する。沖縄ではチャンプルーやみそ汁の具に使用される。九州の一部では水田栽培が行われている。熊本県伝統の肥後ずいきは食用のほか、性具として用いられる。

## 東南アジア
ベトナムではザックムン（ベトナム語：dọc mùng, 学名：Leucocasia gigantea）と呼ばれ、食用にされる。同様に水に少しさらし、カインチュア（甘酸っぱいスープ）などに使用される。「ザックムン」とは北ベトナム方言であり、南では「バックハー」（ベトナム語：bạc hà / 薄荷）と呼ばれる。北でバックハーは薄荷を意味する。
タイ（泰: ตูน）の湿地にも自生し、生ではナムプリック、ソムタム、ラープなどと一緒に、若葉と茎はゲーンソム（カレー）にして食される。
マレーシア（マレー語: lambok/keladi ulam）や中国南部（中: 大野芋）にも分布する。

## 西洋
西洋では農作物・食材として馴染みがなく、他の品種と混同したさまざまな名称がある。英語では、「ベトナムのルバーブ」（Vietnamese rhubarb）とも呼ばれるようにベトナムのものが有名であるが、ルバーブとは無関係である。他にもサトイモ・タロイモなどとまとめた「象の耳」（Elephant ear）や、「巨大なタロイモ」（Giant Taro）、「インドのタロイモ」（英：Indian Taro、仏: colocase de l'Inde）、「エジプトのタロイモ」（独: Ägyptische Zehrwurzel）などとも呼ばれる。

## クワズイモとの違い
ハスイモは、クワズイモ属のインドクワズイモ（Alocasia macrorrhizos）にさまざまな点で類似しており、サトイモとインドクワズイモとの自然交雑により発生した可能性が指摘されている。インドクワズイモはベトナム山地部でブタの飼料として採集される。インドでは、水晒して救荒食として利用することがある。
クワズイモ属クワズイモ（Alocasia odora）との混同は危険である。クワズイモは日本で主に観葉植物として栽培されており、葉の形がサトイモやハスイモと似ているために誤って食べ、食中毒を引き起こす例が多く、厚生省が注意を呼びかけている。ただし、中国・ベトナムでは薬用として用いられることもある。

## 関連
- 芋茎
- サトイモ
- タロイモ
- タイモ
- クワズイモ
- ヤマサトイモ
- 肥後ずいき